# Walnut Creek (Californie)
Pour les articles homonymes, voir Walnut Creek.
Walnut Creek est une municipalité située à 26 km (16 miles) à l'est de la ville d'Oakland. Elle se trouve à l'Est de la baie de San Francisco. Bien qu'elle ne soit pas aussi importante que sa voisine Concord, Walnut Creek est un centre d'affaires et de divertissement attractif du centre de comté de Contra Costa, en partie à cause de son emplacement à la jonction des autoroutes de Sacramento et de San José (I-680) et San Francisco / Oakland (SR-24), ainsi que son accessibilité par le BART.

## Géographie
La ville avait une population totale de 65 384 habitants en janvier 2008 selon le Département californien des Finances.

## Démographie
| 1880 | 1920 | 1930  | 1940  | 1950  | 1960  |
| ---- | ---- | ----- | ----- | ----- | ----- |
| 94   | 538  | 1 014 | 1 578 | 2 420 | 9 903 |

| 1970   | 1980   | 1990   | 2000   | 2010   | - |
| ------ | ------ | ------ | ------ | ------ | - |
| 39 844 | 54 033 | 60 569 | 64 296 | 64 173 | - |

## Jumelages
Noceto (Italie) depuis 1987
 Siófok (Hongrie) depuis 1991

## Économie
Walnut Creek est le siège de la Pacific Ten Conference.

## Personnalités liées à la ville
- Suzanne Ramsey, née à Walnut Creek en 1963.
- Jessica Bowman, actrice, née en 1980 à Walnut Creek
- Bobby Griffith, né en 1963 et mort en 1983 à Walnut Creek, fils de Mary Griffith, militante pour les droits des homosexuels après que Bobby se soit suicidé par intolérance religieuse. Un livre et le film Bobby, seul contre tous raconte leur histoire.
- Sabrina Ionescu, basketteuse, née à Walnut Creek en 1997.
- Randy Johnson, lanceur au baseball, né à Walnut Creek en 1963.
- Lexi Walker, chanteuse, y est née en 2002.
- Katharine Ross, actrice, a passé une partie de son enfance à Walnut Creek.
- Christy Turlington, née à Walnut Creek en 1969, mannequin supermodel des années 1980-1990.
- Lani O'Grady, actrice américaine, né à Walnut Creek en 1954
- Matteo Jorgenson, coureur cycliste de l'équipe Jumbo-Visma,né à Walnut Creek en 1999.